# Giovanni Boccaccio
Giovanni Boccaccio (født 16. juni 1313, død 21. december 1375) var en italiensk forfatter og digter, Petrarcas ven, en vigtig renæssancehumanist og ophav til en række betydelige værker som De mulieribus claris, Decameron og digte på modersmålet italiensk. Boccaccio adskiller sig fra sine samtidige ved at fremstille sine personer som realistiske, åndfulde og intelligente; de andre var mere optaget af middelalderdyder som ridderskab, fromhed og ydmyghed.

## Biografi
Detaljerne om Boccaccios fødsel er usikre. Han var sandsynligvis uægte barn af en florentinsk bankier Boccaccio di Chellino (kaldet "Boccaccino"), og en ukendt, sandsynligvis fransk mor. Hans fødested var sandsynligvia Toscana; måske Certaldo, hvor hans far var født.

### Tidlige liv
Boccaccio voksede op i Firenze. Hans far arbejdede for Compagnia dei Bardi og giftede sig i 1320'erne med Margherita del Mardoli, der var af en fremstående familie. Boccaccio blev muligvis undervist af Giovanni Mazzuoli, som tidligt indførte ham i Dantes værker. Omkring 1327 flyttede Boccaccio til Napoli, hvor hans far blev udnævnt til direktør i Napoli-afdelingen af Bardi'ernes bank, der dominerede det napolitanske hof ved hjælp af sine lån. Boccaccio blev elev i banken og tilbragte seks år der. Bankarbejde var dog ikke et erhverv, han nærede nogen interesse for. Derfor overtalte han sin far til at give ham tilladelse til at studere jura. Faderen havde da introduceret sønnen for den napolitanske adel og Robert den Vises franskpåvirkede hof. Boccaccio blev ven med Niccolo Acciaiuoli, der også var fra Firenze, og nød fordele af hans indflydelse. Acciaiuoli havde muligvis en affære med Catherine de Valois-Courtenay, der var enke efter Philip 1. af Taranto. Acciaiuoli blev senere dronning Joanna af Napolis rådgiver.
Der er intet, der tyder på, at Boccaccio brød sig mere om jura end om bankarbejde, men gennem studierne fik han gode kontakter og venner. Blandt dem var Paolo da Perugia, der var museumsinspektør og forfatter til en samling myter, Collectiones, humanisterne Barbato da Sulmona og Giovanni Barrili, samt teologen Dionigi da San Sepolcro.
I 1330'erne blev Boccaccio far til to børn udenfor ægteskab: Mario og Giulio.

### Voksen alder
I Napoli begyndte Boccaccio sit egentlige kald, poesien. Blandt de værker han skrev der er Il filostrato (kilden til Geoffrey Chaucers Troilus og Criseyde), Teseida (kilden til Chaucers The Knight's Tale), Il filocolo (en prosaversion af et fransk digt) og La caccia di Diana (= Dianas jagt - en lovsang til de napolitanske kvinder). Boccaccio var en betydelig formfornyer. Han indførte formentlig den sicilianske ottave rime i Firenze, hvor den fik betydning for Petrarca.
Boccaccio vendte tilbage til Firenze tidligt i 1341 og undgik pesten, der hærgede i byen i 1340. Så han gik glip af Francesco Petrarcas besøg i Napoli. Boccaccio forlod Napoli på grund af spændinger mellem kongen af Anjou og Firenze. Hans mor, der var vendt tilbage til Firenze allerede i 1338, gik fallit. Hans mor døde kort efter. Selv om Boccaccio var utilfreds med sin tilbagevenden til Firenze, fortsatte han sit arbejde og færdiggjorde i 1341 Comedia delle ninfe fiorentine (også kendt som Ameto), en blanding af prosa og poesi. Han afsluttede Amorosa visione, et allegorisk digt i 50 sange i 1342, og Fiammetta (= Den lille flamme - en pige i Napoli, han var forelsket i) i 1343. Det pastorale digt Il ninfale fiesolano (= Nymfen fra Fiesole) er formentlig også fra denne tid. I 1343 giftede Boccaccio senior sig igen; denne gang med Bice del Bostichi. De andre børn af første ægteskab var døde. I 1344 fik faderen en søn, Iacopo. Boccaccio blev også far igen, da han fik Violente, et uægte barn, i Ravenna.
I Firenze førte afsættelsen af Walter 6. af Brienne til popolo minuto-regeringen, som mindskede adelens og den rigere handelsklasses indflydelse og førte til nedgangstider i Firenze. Byen led yderligere under pesten i 1348, som tog livet af omtrent tre fjerdedele af byens befolkning. Pesten skulle blive grundlaget for Dekameronen. Fra 1347 tilbragte Boccaccio megen tid i Ravenna, hvor han søgte nye forbindelser. Hans stedmor døde under epidemien. Hans far fungerede som byens forsyningsminister og døde i 1349. Giovanni Boccaccio blev som familieoverhovede nu tvunget til en mere aktiv rolle. Det er uklart, om Boccaccio selv var i Firenze under pesten, da hans far kan have sendt ham til Napoli i forretningsøjemed i 1348; men han kan have opholdt sig i hjembyen som øjenvidne til pestens hærgen, selv om han beskriver bylder som pestens første symptom, hvor de fleste andre kilder enes om, at pesten begyndte med feber, derefter smerter i kroppen og udmattelse. Så først brød bylderne ud.
Boccaccio påbegyndte arbejdet på Dekameronen omkring 1349. Det er sandsynligt, at han har værkets struktur fra tidligere arbejder, men valget af rammefortællingen – tre mænd og syv kvinder fortæller hinanden 100 fortællinger i løbet af ti dage (= decameron), hvor de har gemt sig i en landlig villa på flugt fra pesten i Firenze – stammer afgjort fra denne tid. Dekameron var færdigt i 1352 og Boccaccios sidste på italiensk, bortset fra den misogyne Corbaccio fra 1355 eller 1365. Boccaccio reviderede og omskrev Dekameron i 1370-71. Manuskriptet af omskrivningen er overleveret til vore dage.
Fra 1350 blev Boccaccio stærkt optaget af den italienske humanisme og involveret i Firenzes regering. Hans første officielle ærinde gik sent i 1350 til Romagna. Han besøgte denne bystat to gange derefter og blev også sendt til Brandenburg, Milano og til paven i Avignon. Han fremmede studiet af græsk, husede Barlaam af Calabrien og støttede hans forsøg på oversættelser af Homer, Euripides og Aristoteles.
I oktober 1350 fik han til opgave at modtage og indkvartere Francesco Petrarca i sit hjem i Firenze. Mødet mellem dem var meget udbytterigt, og de blev venner. Boccaccio anså Petrarca som sin lærer og mentor. De mødtes igen i Padova i 1351, idet Boccaccio officielt inviterede Petrarca til at påtage sig et professorat ved universitetet i Firenze. Selv om Boccaccio ikke havde heldet med sig, førte diskussionerne mellem de to til, at Boccaccio skrev Genealogia deorum gentilium. Den første udgave blev færdig i 1360 og skulle forblive et nøgleværk om klassisk mytologi i mere end 400 år. Diskussionen mellem Boccaccio og Petrarca gav også Boccaccios ideer om poesi en mere fast form. Nogle kilder mener, at Petrarca bevægede Boccaccio fra at være den åbne, humanistiske forfatter af Dekameron til en mere asketisk digter, der var tættere på det 14. århundredes ideal, som blev fulgt af Petrarca og Dante. De var bannerførere for en arkaisk og flygtig form for latinsk poesi. Efter et møde med pave Innocens 6. i 1359 og flere møder med Petrarca, er der sandsynlighed for, at Boccaccio fik visse religiøse idéer. Der er en vedholdende, men usikker teori om, at han i 1362 skal have undsagt sine tidligere værker, herunder Dekameron, som profane. Om Dekameron er ingen i tvivl.
Efter et fejlslagent kup i 1361 blev en række af Boccaccios nære venner og bekendte henrettet eller sendt i eksil. Selv om han ikke var direkte med i sammensværgelsen, forlod Boccaccio samme år Firenze for at bosætte sig i Certaldo på tryg afstand af regeringens sager. Han rejste til Napoli og videre til Padova og Venedig, hvor han mødtes med Petrarca, før han vendte tilbage til Certaldo. Han mødte Petrarca endnu en gang, i Padova i 1368. Da Boccaccio hørte om Petrarcas død (19. juli 1374), skrev han et mindedigt, som kom med i samlingen af lyriske digte, Rime.
Han påtog sig først missioner for Firenze i 1365, hvor han vendte tilbage for at arbejde for regeringen. Han påtog sig en mission til pave Urban 5. i Avignon. Da pavestolen vendte tilbage til Rom i 1367, blev Boccaccio sendt med lykønskninger. Han blev også udsendt på diplomatiske opgaver til Venedig og Napoli.
Blandt hans senere værker er de vigtigste de moraliserende biografier, der er samlet som De casibus virorum illustrium (1355-74) og De mulieribus claris (1361-75). Blandt de andre værker er der en ordbog over geografiske henvisninger i den klassiske litteratur, De montibus, silvis, fontibus, lacubus, fluminibus, stagnis seu paludibus et de nominibus maris liber ("geografi"). Han holdt en række forelæsninger om Dante i Santo Stefano-kapellet ved Badia Fiorentina i 1373, og de førte til hans sidste større værk, de detaljerede Esposizioni sopra la Commedia di Dante.
Boccaccios sidste år var præget af sygdomme; mange med baggrund i hans overvægt. Han døde den 21. december 1375 i Certaldo.